# Learjet 60
El Learjet 60 es un avión ejecutivo de tamaño medio, fabricado por Bombardier en Wichita, Kansas, EE.UU. Es propulsado por dos motores Pratt & Whitney Canada. La producción actual Learjet 60 cuesta aproximadamente $13,3 millones de dólares.

## Desarrollo
El Learjet 60 es una versión mejorada del Learjet 55, contando con un fuselaje más largo y un motor más potente. Voló por primera vez en junio de 1991 y recibió la certificación FAA en enero de 1993.
Las modificaciones que se le realizó al Learjet 55 incluyeron un programa de mejora aerodinámica, un nuevo interior, etc.

## Variantes
- Learjet 60

Variante inicial con capacidad de llevar 10 ocupantes.
- Learjet 62

Variante propuesta, (no construida) con espacio para 12 asientos.
- Learjet 59

Variante de la que solo se construyeron 2 unidades para hacer pruebas de lo que sería el 60XR.
- Learjet 60XR

Variante diseñada principalmente para corregir pequeños errores y mejorar la eficiencia del Learjet 60 convencional.

## Especificaciones

### Características generales
- Tripulación: 2 (piloto y copiloto)
- Capacidad: 10 pasajeros
- Longitud: 17,9 m (58,7 ft)
- Envergadura: 13,3 m (43,8 ft)
- Altura: 4,5 m (14,7 ft)
- Superficie alar: 24,6 m² (264,5 ft²)
- Peso vacío: 6641 kg (14 636,8 lb)
- Peso útil: 4019 kg (8857,9 lb)
- Peso máximo al despegue: 10 660 kg (23 494,6 lb)
- Planta motriz: 2× Turbofan Pratt & Whitney Canada PW305A.
  - Empuje normal: 20,5 kN (2086 kgf; 4600 lbf) de empuje cada uno.

### Rendimiento
- Velocidad máxima operativa (Vno): 839 km/h (521 MPH; 453 kt)
- Velocidad crucero (Vc): 778 km/h (483 MPH; 420 kt)
- Alcance: 4461 km (2409 nmi; 2772 mi)
- Techo de vuelo: 15 545 m (51 001 ft)
- Régimen de ascenso: 22,9 m/s (4508 ft/min)

## Accidentes e incidentes
El 19 de septiembre de 2008, un Learjet 60 se estrelló mientras despegaba del Aeropuerto Metropolitano de Columbia en Columbia, Carolina del Sur. Los artistas intérpretes o ejecutantes Travis Barker y DJ AM resultaron heridos, mientras que otros cuatro murieron en el accidente. Según la Administración Federal de Aviación, cuando el avión salía del aeropuerto, los controladores de tráfico aéreo vieron chispas que emanaban del avión, que salió de la pista, se estrelló contra una cerca, cruzó una carretera cercana, se estrelló contra un terraplén y fue atrapado en fuego. 
Después de la investigación posterior al accidente, la Administración Federal de Aviación emitió nuevas directivas para los operadores de los aviones Learjet 60 y 60XR para verificar la presión de los neumáticos cada cuatro días. Esto se debe a que los modelos Learjet 60 han experimentado "más del doble de eventos de falla de llantas" que la serie Learjet modelo 30, y generalmente tienen una mayor "vulnerabilidad al daño debido a una llanta reventada" que otros tipos de aviones comerciales.